# 關西機場自動車道
關西機場自動車道（日语：／ Kansai Kūkō jidōshadō */?）是日本大阪府泉佐野市阪和自動車道至關西國際機場的高速公路（高速自動車國道），簡稱關西機場道（日语：／ Kansai Kūkō dō */?）、關空道（日语：／ Kankōdō */?）。
高速公路路線編號與關西國際機場聯絡橋共同被編為 E71。

## 概要
自阪和自動車道的泉佐野系統交流道分歧，在臨空系統交流道與關西國際機場聯絡橋（天空大橋R）連接。
本路線非由國土開發幹線自動車道指定，而為高速自動車國道路線指定政令指定的高速自動車國道。政令路線名稱是關西國際機場線（関西国際空港線）。

## 交流道
- 全線位於日本大阪府泉佐野市內。
- 交流道（IC）編號欄的背景色為■顯示該部分道路已經啟用，設施名稱欄的背景色為■顯示該部分設施尚未啟用，未通車路段名稱皆為臨時名稱。
- IC為交流道的簡寫，JCT為系統交流道的簡寫，TB為公路收費站的簡寫。

| 交流道 編號            | 中文設施名稱 | 日文設施名稱 | 英文設施名稱 | 接續路線名稱       | 起點 里程 （公里） | 備註                       |
| ---------------------- | ------------ | ------------ | ------------ | ------------------ | ------------------ | -------------------------- |
| 18                     | 泉佐野JCT    |              |              | E26 阪和自動車道   | 0.0                |                            |
| -                      | 泉佐野TB     |              |              |                    |                    |                            |
| 1                      | 上之鄉IC     |              |              | 國道481號          | 1.0                | 阪和自動車道方向為半交流道 |
| 2                      | 泉佐野IC     |              |              | 國道481號 國道26號 | 4.1                | 阪和自動車道方向為半交流道 |
| 3                      | 臨空JCT      |              |              | 阪神高速4號灣岸線  | 6.6                |                            |
| E71 關西國際機場聯絡橋 |              |              |              |                    |                    |                            |

- 關西機場自動車道內的交流道全部皆為阪和自動車道方向的半交流道（日语：りんくうJCT）。往關西國際機場方向需使用關西國際機場聯絡橋的臨空IC。
- 關西機場自動車道內不設置服務區（SA）與停車區（日语：パーキングエリア）（PA）等休憩設施。

## 歷史
- 1994年4月2日 : 全線通車。
- 2018年
  - 9月4日，燕子颱風侵襲日本，在西日本登陸時刮起的強風使得一艘為關西機場補給航空油料的液貨船「宝運丸」走錨漂流，並撞擊到關西國際機場聯絡橋南側車道，造成關西機場自動車道的一段橋面偏移。事故發生後，所有船員生還，鐵公路當時已關閉而沒有車輛受損及人員傷亡，但使得機場連外的鐵路與公路交通暫時中斷[2]，約3000人一時受困在機場內[3]。
  - 9月5日，在檢查確認北側車道未受損後，以巴士將受困者從機場疏運[4]，另外在海象穩定後，也以高速船載運受困者前往神戶機場[5]。除了獲得許可通行的救災相關車輛及接駁巴士，機場自動車道暫不對其他車輛開放通行。
  - 9月14日，吊離遭撞損的南側公路橋面[6]。
  - 9月21日，開放懸掛營業車牌的貨車、計程車等車輛通行。
  - 10月6日，開放一般自用車輛通行[7]。

## 路線狀況

### 車道與速限
| 區間                            | 車道數 上下線=上行線+下行線 | 速限   |
| ------------------------------- | --------------------------- | ------ |
| 松原系統交流道 - 臨空系統交流道 | 4=2+2                       | 80km/h |

### 服務區與停車區
- 關西機場自動車道內全線無服務區和停車區等休息設施。

### 道路管理者
- 西日本高速公路
  - 關西支社（日语：西日本高速道路関西支社）南大阪高速公路事務所 : 全線

（南大阪高速公路事務所管理區間以外：近畿自動車道長原交流道 - 松原系統交流道、西名阪自動車道天理交流道 - 松原系統交流道、阪和自動車道松原系統交流道 - 泉佐野系統交流道）

### 交通量
24小時交通量（台）　道路交通調查
| 區間                            | 平成17（2005）年度 | 平成22（2010）年度 | 平成27（2015）年度 |
| ------------------------------- | ------------------ | ------------------ | ------------------ |
| 泉佐野系統交流道 - 上之郷交流道 | 16,736             | 19,295             | 20,322             |
| 上之郷交流道 - 泉佐野交流道     | 14,005             | 16,311             | 17,148             |
| 泉佐野交流道 - 臨空系統交流道   | 9,616              | 12,596             | 13,949             |

（來源：「平成22年度道路交通調查 （页面存档备份，存于）」自國土交通省網頁摘錄部分數據作成）
2002年度 日交通量（台）
- 全線（平均） : 14,706（前年度比不明）

## 地理

### 通過市町村
- 大阪府
  - 泉佐野市

### 連接高速公路
- E26 阪和自動車道（於泉佐野系統交流道連接）
- 阪神高速4号湾岸線（於臨空系統交流道連接）
- E71 關西國際機場聯絡橋（天空大橋R）（於臨空系統交流道直接連結）

## 相關項目
- 近畿地方道路列表
- 日本高速公路列表

## 外部連結
- 西日本高速道路株式會社 （页面存档备份，存于）